# Johannes Schenck
Johannes Schenck (más néven Johan Schenk; Amszterdam, 1660. június 3. – 1712 után) német-holland zeneszerző és viola da gamba játékos.

## Életpályája
Johannes Schenck a kölni Wijnant Schenk borkereskedő és a gladbecki Catharina Kempius fia volt, és a Mozes en Aäronkerkben katolikusnak keresztelték meg. Schenck 1680-ban a Nieuwe Kerkben feleségül vette Geertruyd Hamelt. 1696-ig Amszterdamban élt, ahol többek között Govert Bidloo költővel dolgozott együtt.
1686-ban Schenck komponálta az első holland librettóra írt operát, az Opera op de Zinspreuk "Zonder Spys en Wyn, Kan geen Liefde zyn" ("Opera a 'Ohne Speis' und Wein kann kein' Liebe sein' mottó szerint") című singspielet, amelynek alcíme vagy mottója "Sine Cerere & Byn". Mottó: "Sine Cerere & Baccho friget Venus" ("Ceres és Bacchus nélkül Venus megfagy", analóg fordításban: "Étel és bor nélkül a szerelem nem virágozhat"). 1687-ben Schenck 28 áriát adott ki operájából énekhangra és basso continuóra hangszerelve Eenige / GEZANGEN / uit de opera van / Bacchus, Ceres, en Venus címmel. / Gesteld door / Joan Schenk ("Some songs from the opera about Bacchus, Ceres and Venus, composed by Joan Schenk", tartalmazza az op. 1), amelyből a Bacchus, Ceres and Venus című opera e kiadás alapján rekonstruált változatának címe is származik; az opera eredeti zenei anyaga nem maradt fenn.
1696-ban Schencket János Vilmos pfalzi választófejedelem düsseldorfi udvarának kamarazenészévé nevezték ki. A düsseldorfi udvari opera Sebastiano Moratelli karnagy alatt ekkoriban virágzott, és Schenck megismerkedett korának jelentős zeneszerzőivel és zenészeivel, köztük Georg Friedrich Händellel, Francesco Maria Veracinivel, Silvius Leopold Weiszel és a kasztrált Benedetto Baldassarival. Schenck későbbi kompozícióit ezek a találkozások befolyásolták.
Az a tény, hogy Johannes Schenck, az akkoriban "széles körben híres" hegedűvirtuóz meglepően kevés nyomot hagyott a düsseldorfi zenei életre vonatkozó forrásokban, arra enged következtetni, hogy Schenck pályája egy részét máshol is töltötte. Schenck kiadója, Etienne Roger révén tartotta a kapcsolatot Amszterdammal. Arcangelo Corelli hatása nyilvánvaló kései műveiben, például a L'Echo du Danube című szonátagyűjteményben. Schenck utolsó írásos említése a düsseldorfi udvari titkár 1709-ből származó dokumentumában található. Lehetséges, hogy egy köszvényes betegség miatt Schenck nem tudott többé hangszeres művészként fellépni, és visszavonult közigazgatási tisztviselőnek. 1715 augusztusában Schenck felesége, Gertrudis Schenck Johann Hugo von Wilderer karmester egyik gyermekének keresztanyjaként jelenik meg. Lehetséges, hogy Schenck még 1716-ban bekövetkezett haláláig, János Vilmos pfalzi választófejedelem szolgálatában állt, ezt követően nyoma vész.
Constantin Netscher (1668-1723) olajfestménye, amelyen Johannes Schenck egy viola da gambával látható, 1696 előtt készült; a kép a blois-i Musee des Beaux-Arts Szépművészeti Múzeumában található. Id. Peter Schenk (aki nem rokona a zenésznek) e festmény után készített egy keltezetlen metszetet, amely már az idősebb Johannes Schenck zenészt ábrázolja, és néhány részletében eltér az eredetitől.

## Művei
- op. 1: Világi és egyházi énekzene

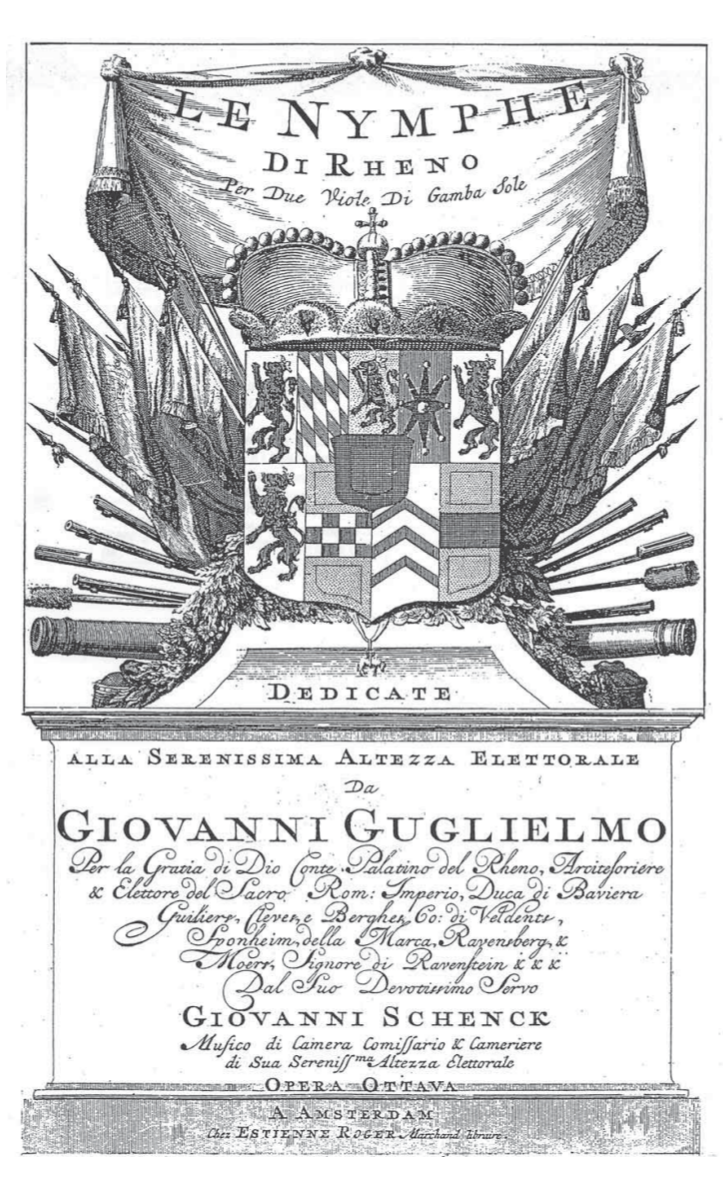
"Le Nymphe di Rheno", az Étienne Roger által Amszterdamban kiadott 1702-es kiadás címlapja

- op. 2: Tyd en Konst-Oeffeningen (15 szvit viola da gamba és basso continuo számára, Amszterdam 1688)
- op. 3: Il Giardino Armonico (12 szonáta két hegedűre, viola da gamba és basso continuo, Amszterdam 1691)
- op. 6: Scherzi musicali (14 szvit 101 önálló tételben viola da gamba és basso continuo ad libitum, Amszterdam 1698)
- op. 7: Suonate a violino e violone o cimbalo (Amszterdam 1699)
- op. 8: Le Nymphe di Rheno (szvitek és szonáták két brácsára, Amszterdam 1702)
- op. 9: L'Echo du Danube (6 szonáta viola da gamba-ra, Amszterdam 1704)
- op. 10: Les fantaisies bisarres de la goutte (Amszterdam 1711/12, részben elveszett), digitális másolat a Mus. O. 11553 a Staatsbibliothek zu Berlinben.

## Fordítás
Ez a szócikk részben vagy egészben  a   Johannes Schenck című német Wikipédia-szócikk fordításán alapul.  Az eredeti cikk szerkesztőit annak laptörténete sorolja fel. Ez a jelzés csupán a megfogalmazás eredetét és a szerzői jogokat jelzi, nem szolgál a cikkben szereplő információk forrásmegjelöléseként.